# هيكتور راموس كوفاروباياس
هيكتور راموس كوفاروباياس (بالإسبانية: Héctor Ramos Covarrubias)‏ هو سياسي مكسيكي، ولد في 1 أغسطس 1938 في المكسيك. حزبياً، نشط في حزب العمل الوطني. وقد انتخب عضو مجلس النواب المكسيك.